# Il sindaco del rione Sanità
Il sindaco del rione Sanità è una commedia in tre atti scritta e interpretata da Eduardo De Filippo, inserita dall'autore nella raccolta Cantata dei giorni dispari.

## Storia
Come racconta lo stesso Eduardo il personaggio centrale del dramma è stato ripreso dalla vita reale: 

## Trama
Il sipario si apre sul palcoscenico, completamente al buio.
Sopraggiunge l'alba in una notte di settembre. Da una quinta laterale comincia a penetrare una luce, che poi si focalizza su un grande stanzone, dalle cui finestre è possibile intravedere la campagna vesuviana. Prima la serva di casa Immacolata e, successivamente, Geraldina, la figlia più giovane del padrone di casa, ciabattando tra sbadigli e stiramenti di membra, cominciano ad allestire uno strano spettacolo: unendo i tavoli della stanza, e coprendoli poi con dei lenzuoli bianchi, portano delle forti luci; in breve, stanno installando un'improvvisata postazione chirurgica casalinga. Gennarino, altro figlio del padrone di casa, ancora in pigiama, porta nella stanza un set di strumenti chirurgici. Dal fondo entra in scena il dottor Fabio Della Ragione, anche lui in pigiama, con al seguito tre personaggi; due di loro, Catiello, il servo di casa, e 'o Nait, sorreggono il terzo, Palummiello, gravemente ferito ad una gamba per una sparatoria intercorsa proprio con 'o Nait, che ora l'assiste. Mentre il dottore gli opera la ferita, i due raccontano l'accaduto; il ferito grida per il dolore, venendo prontamente rimproverato dal dottore perché, così facendo, potrebbe svegliare il padrone di casa, don Antonio Barracano, una distinta figura conosciuta a Napoli come il "sindaco" del rione Sanità, una sorta di capofamiglia camorrista, con cui i due malavitosi vorrebbero parlare per risolvere il loro contenzioso. Don Antonio intanto dorme, del tutto ignaro che la moglie Armida, nel medesimo periodo dell'azione in corso, è stata morsa da uno dei cani da guardia della proprietà, un mastino di nome Malavita, e, portata al pronto soccorso in città, è ora ospitata nella casa di città del terzo figlio, Amedeo.
Alla comparsa di don Antonio, un uomo "alto di statura, asciutto, nerboruto", dalla più che evidente umile estrazione sociale, ma fermo e onesto nei propri principi, il dottore lo informa dell'accaduto e dell'incidente occorso alla moglie, addossando la colpa alla ferocia del mastino Malavita. Don Antonio ascolta imperturbabile il resoconto continuando a fare colazione con pane e latte. Il dottore riferisce inoltre a Barracano la sua intenzione di lasciarlo: egli vorrebbe emigrare negli Stati Uniti da un suo fratello, interrompendo così la loro amichevole collaborazione, che dura ormai da trentacinque anni, a causa dell'inesorabile constatazione del fallimento del loro progetto di offrire aiuto e protezione ai delinquenti del rione Sanità, unicamente colpevoli, secondo Barracano, di essere poveri e ignoranti e quindi incapaci di giostrarsi tra le maglie della legge: «chi tiene santi va in Paradiso, chi non ne tiene viene da me».
Don Barracano è alquanto contrariato dalla notizia e avverte il dottore delle "spiacevoli" conseguenze che potrebbe avere se insistesse nella sua decisione. Al dottore sale, improvvisa, la febbre per la rabbia e la paura e si ritira nella sua camera.
Don Antonio quindi inizia le "udienze" giornaliere dei disperati che si rivolgono a lui in cerca di giustizia e protezione. Schiaffeggiati e liquidati i due delinquenti, dando torto a entrambi perché si sono sparati senza il suo consenso, chiedono di essere ricevuti da lui Rafiluccio e Rituccia, sua compagna in avanzata gravidanza. I due sono malmessi ma dignitosi nella loro estrema povertà: addirittura la povera giovane si sente male per la fame. È subito soccorsa e sfamata da don Antonio che però rimanda l'ascolto di quanto Rafiluccio gli deve dire perché nel frattempo è tornata da Napoli Armida che, come il dottore, incolpa il mastino di averla azzannata senza motivo. Don Antonio, che sente vivo il senso della giustizia, assolve invece il cane perché la moglie, imprudentemente e nel cuore della notte, sarebbe furtivamente entrata nel pollaio; il cane dunque avrebbe soltanto adempiuto al suo dovere. Don Antonio vorrebbe rimandare ad altra occasione l'incontro con Rafiluccio ma questi l'avverte che l'indomani ucciderà suo padre. Di fronte a questa decisione, che don Antonio intuisce irremovibile, si decide ad ascoltare Rafiluccio che gli racconta come il padre, Arturo Santaniello, ricco panettiere, vedovo invaghitosi di un'altra donna, lo ha diseredato e cacciato di casa.
Don Antonio prima di dare però il suo parere vuole sentire l'altra campana: viene convocato il padre che si presenta con un atteggiamento rispettoso ma conscio della sua dignità. Nel corso del colloquio, don Antonio si lascia andare a una confidenza raccontando quanto gli era accaduto quando faceva il capraio. Si era addormentato e le capre erano sconfinate nella tenuta sorvegliata dal guardiano Giacchino. Questi, cogliendolo nel sonno, lo aveva massacrato di botte ferendolo gravemente. Da quel momento Barracano aveva avuto un solo pensiero: «uccidere Giacchino». Se non avesse soddisfatto quell'irresistibile impulso sarebbe morto lui stesso: «O lui o io». Così fece alla prima occasione, uccidendo a coltellate Giacchino. Scappato in America, dove fece fortuna al servizio di un mafioso locale, era tornato nella natia Napoli e, servendosi di un famoso avvocato e corrompendo vari testimoni, era stato pienamente assolto per legittima difesa nella revisione del processo. È un ricordo ancora vivido: «Sono passati 57 anni, don Artù, mi dovete credere, l'ultima coltellata a Giacchino, io non ce l'ho data ancora».
Barracano invita il padre a riconciliarsi con il figlio, ma il panettiere rifiuta, invitando il vecchio a farsi gli affari suoi. A questo punto don Antonio mette da parte ogni prudenza e, profondamente offeso dalla mancanza di rispetto di Santaniello, lo ucciderebbe sul posto se non lo trattenessero i suoi congiunti e il fatto che il panettiere è disarmato. Barracano riferisce il colloquio a Rafiluccio, cercando di convincerlo a non uccidere il padre, che va comunque rispettato. Il giovane, quasi ripetendo le stesse parole del racconto di don Antonio, afferma però che ormai non può più fermarsi: «O lui o io».
Allora Barracano, accompagnato dal dottore, decide di andare a Napoli per avvertire il panettiere - non l'ha fatto durante il colloquio - dell'intenzione irremovibile di Rafiluccio. Santaniello, spaventato dall'improvvisa visita del vecchio malavitoso, non gli lascia neppure il tempo di parlare e l'accoltella prontamente all'addome. Don Antonio decide di non uccidere il panettiere per evitare una catena di morti per vendetta e, ormai moribondo, organizza una cena nella casa di Napoli, col pretesto di festeggiare l'imminente viaggio del dottore in America. Due dei suoi uomini trascinano con la forza anche Santaniello, obbligato poi da Barracano a versare al figlio una grossa somma.
Il boss muore e il dottore, stravolto dalla scomparsa dell'amico, decide di tornare nella legalità, deluso da quell'umanità rozza e primitiva che don Antonio non è riuscito a cambiare, e di redigere il referto medico denunciando la vera causa del decesso, contrariamente a quanto stabilito con Barracano, il quale avrebbe voluto farlo passare per una morte naturale.

## Critica
Alcuni critici, nell'analisi della commedia, espressero la loro perplessità e quella degli spettatori per la contraddizione, che emergeva dalla trama, tra la soluzione escogitata dal sindaco per ristabilire la giustizia per Rafiluccio e quella del dottore che rivelava apertamente l'inganno illegale orchestrato dal suo amico ormai morto.
Luciano Codignola, considerando la commedia nell'ambito più generale del pessimismo di fondo di Eduardo, vedeva nel personaggio di Barracano semplicemente un capocamorrista legato alla sua "famiglia" criminale e non credeva nel gesto finale del dottore, cioè che «una coscienza nuova fosse nata in lui», «come può darsi lo stesso Eduardo pensi».
Giorgio Prosperi rilevava semplicemente l'aspetto napoletano rispecchiato dalla commedia. Napoli ha «un cuore con una sistola paternalistica e una diastola radicale». La commedia rappresentava quindi la crisi del paternalismo "alla Antonio Barracano" da cui nasceva il gesto radicale del dottore, che esprimeva l'«accettazione della responsabilità individuale di fronte alla morale del gruppo, cioè all'omertà» tipicamente criminale a cui anche il sindaco apparteneva col «suo errato concetto della giustizia».
Prosperi non sembra però cogliere che Antonio Barracano ha invece ben chiaro il senso della giustizia, egli non è nemico della legge poiché, come dice: «La legge è fatta bene, sono gli uomini che si mangiano fra di loro».
Renzo Tian sembra invece aver colto il significato profondo della commedia rilevando nella sua analisi che: «Don Antonio è qualcosa di assai diverso di quel capocamorra che all'inizio sembrerebbe che fosse: egli è un visionario che cerca di ristabilire nel mondo un ordine andato fuori sesto».
Lo stesso Eduardo, in occasione della trasmissione televisiva del 1979 dell'opera, volle esprimere, rispondendo alle critiche, qual era stato il significato che egli aveva voluto attribuire alla storia narrata. A Napoli, racconta Eduardo, videro erroneamente nel Sindaco un capocamorra, tant'è vero che «il pubblico si identificava con lui, lo scambiava per un “mammasantissima” e non lo voleva morto». Don Antonio Barracano, chiariva Eduardo, non è un "padrino" ma un uomo che ha vissuto sulla propria pelle l'ingiustizia e che, per amore della giustizia e sfiducia negli uomini, se la fa da sé con i mezzi a propria disposizione.
La commedia esprimeva, secondo l'autore, la crisi della giustizia della società italiana di quegli anni, per cui chiedeva: «Non è forse per la mancanza di giustizia che ci troviamo in questa condizione?».
Il vero, unico personaggio positivo della commedia era il dottore, il quale esprimeva la giusta soluzione per ogni atto derivato da un malinteso senso di giustizia «Noi possiamo rivalutare le nostre azioni ma solo dicendo la verità». Non si può costruire la giustizia se non con il rispetto della legge.
Il dottore, diceva Eduardo, è il vero erede di don Antonio Barracano, di cui vuole continuare l'impresa ma seguendo una via del tutto diversa: in nome della verità e della legalità, che sola assicura nel tempo i giusti risultati, sperando che si realizzi alla fine un mondo che sia «meno rotondo e un poco più quadrato».

## Curiosità
- Poco dopo il debutto dell'opera, una major statunitense propose a De Filippo di realizzarne un adattamento sia teatrale che cinematografico con protagonista l'attore Anthony Quinn: l'autore tuttavia declinò l'offerta perché nelle intenzioni dei produttori, la struttura drammaturgica del testo sarebbe stata alterata al fine di rendere il tema della criminalità organizzata il perno centrale dell'opera mentre, per l'autore, esso era solo un pretesto per descrivere il protagonista; soltanto nel 1996 tale adattamento con Quinn come protagonista verrà alla fine realizzato[9].
- La commedia nacque con un titolo diverso. Eduardo afferma in un'intervista rilasciata a Lello Bersani sul set del film Fantasmi a Roma, che dovrà debuttare di lì a poco con la sua compagnia in una sua nuova commedia dal titolo: Il sindaco del rione Vasto Vicarìa.[10]